# Mimoclystia bambusarum
Mimoclystia bambusarum là một loài bướm đêm trong họ Geometridae.